# Trenton, Tennessee
Trenton är administrativ huvudort i Gibson County i Tennessee. Orten har fått sitt namn efter Trenton i New Jersey. Trenton, som ursprungligen hette Gibson-Port, valdes till huvudort år 1825.